# Sebastiane
Sebastiane is een homo-erotische film uit 1976, geregisseerd door Derek Jarman en Paul Humfress. De film vertelt het verhaal van Sint-Sebastiaan en werd op locatie in Engeland en Sardinië opgenomen. Dit regiedebuut van Jarman geldt als ’s werelds eerste film die in het Latijn werd gedraaid. De film werd gedeeltelijk door privépersonen gefinancierd.
Sebastiane vertelt het verhaal van Sebastiaan die bij de keizer in ongena is gevallen, tot gewone soldaat wordt gedegradeerd en in ballingschap wordt gestuurd. Zijn commandant tracht hem te verleiden.

## Verhaal
In het jaar 303 woeden enkele onverklaarde branden in het paleis van Keizer Diocletianus. De keizer geeft de christenen hiervoor de schuld en start een campagne van vervolgingen, waaraan ook zijn christelijke vrienden niet kunnen ontkomen. Op 25 december van dat jaar geeft Diocletianus een groot feest ter gelegenheid van zijn 20-jarig jubileum. Op dit uitbundige festival wordt een extatische dans voor de zon opgevoerd, met priapistische symbolen. Sebastianus is leider van de pretoriaanse garde. Wanneer hij zich verzet tegen de executie van een christen, ontneemt Diocletianus hem al zijn onderscheidingen en stuurt hem naar een kamp in een verlaten woestijnlandschap, alwaar hij als eenvoudige soldaat moet werken. In dat kamp is eveneens Maximus gestationeerd, een levenslustige Romein met een valse neus.
Wanneer Sebastianus zich baadt, wordt hij door commandant Severus gadegeslagen. Tijdens een gevechtsoefening weigert Sebastianus te vechten omdat hij christen is, en christenen vechten niet, zegt hij. Hierop weigert Justinus eveneens nog verder te vechten en wordt door Severus omver geschopt.
Later spelen de soldaten naakt een balspel in een meertje. Sebastianus aanschouwt het spel, maar trekt zich terug op de rotsen, waar hij in de weerspiegeling van het water tot de zon spreekt, die voor hem met God gelijkstaat.
De soldaten vervelen zich, reinigen hun zwaarden en spelen op de fluit. Sebastianus komt op zijn paard terug en Severus beveelt hem alle zwaarden te reinigen als straf voor zijn ongehoorzaamheid. In stede daarvan werpt Sebastianus alle zwaarden voor Severus’ voeten. Hij wordt vastgebonden en gegeseld. ’s Nachts moet hij tussen de varkens blijven hangen.
De verveelde soldaten spelen een spelletje met kevers in het zand en doen aan een partijtje worstelen. Later gaan twee soldaten in een meertje zwemmen en vrijen enigszins met elkaar. Dat wordt door Severus gadegeslagen, die zich met Sebastianus op de rotsen bevindt. Severus vraagt of Sebastianus nog steeds christen is. Wanneer Sebastianus bevestigend antwoordt, beveelt Severus hem, zijn wapenrusting uit te trekken. Sebastianus wordt onder de blakende zon in de woestijn vastgebonden.
De soldaten spelen een spelletje discuswerpen en jagen op een varken. Dan verlaat Justinus hen om te gaan kijken hoe het met Sebastianus gesteld is. Hij wil hem losmaken, doch Sebastianus weigert; hij beweert dat hij God gezien heeft en wil absoluut in de zon blijven liggen.
Severus bindt Sebastianus aan de muur; wanneer Sebastianus weigert, de liefde met hem te bedrijven, hakt Severus zijn ketenen door, zodat hij op de grond valt. Justinus begrijpt niet waarom Sebastianus zich zo lastig opstelt.
In het badhuis beklaagt Maximus zich dat er heden ten dage geen echte orgieën meer zijn en dat de gladiatorengevechten in Rome tam zijn geworden. Hij verlangt naar de dag dat hij weer naar Rome kan gaan om met de eerste de beste prostituee te slapen. Maximus is sterk heteroseksueel en heeft niets dan minachting voor knapenliefde.
Wanneer Sebastianus voor Justinus zijn zonnedans demonstreert, komt Maximus hem lastigvallen. Terwijl de soldaten zich amuseren in een spelletje met varkens, zitten Sebastianus en Justinus op de rotsen. Justinus vindt een schelp en biedt die aan Sebastianus aan. Hij zegt dat hij er het gezang van de oude goden in herkent. De andere soldaten trekken hem in zee en pogen hem te verdrinken. Severus weet dit nog tijdig te verhinderen.
Die avond bedrinkt Severus zich. Hij trekt naar de slaapzaal van de soldaten en sleurt Sebastianus mee naar zijn vertrekken. Severus verklaart hem zijn liefde, maar Sebastianus wil hier niets van weten: „Me nunquam haberes!” Severus verliest alle zelfbeheersing en wil wraak op zowel Sebastianus als diens vriend Justinus.
Justinus wordt in de woestijn vastgebonden, en met een mes wordt zijn borstkas opengesneden. Sebastianus wordt nabij de zee naakt aan een paal gebonden. De overige soldaten, inclusief Justinus die op sterven na dood is, worden gedwongen, pijlen op hem af te schieten. Wanneer Sebastianus overleden is, gaat iedereen met terneergeslagen hoofd op de rotsen zitten, en contemplatief staren ze naar de zee.

## Rolverdeling
| Acteur             | Personage              |
| ------------------ | ---------------------- |
| Leonardo Treviglio | Sebastianus            |
| Barney James       | Severus                |
| Neil Kennedy       | Maximus                |
| Richard Warwick    | Justinus               |
| Donald Dunham      | Claudius               |
| Ken Hicks          | Adrianus               |
| Janusz Romanov     | Antonius               |
| Steffano Massari   | Marius                 |
| Daevid Finbar      | Julianus               |
| Robert Medley      | Diocletianus           |
| Gerald Incandela   | jongen met luipaardvel |